# My Man Godfrey
My Man Godfrey (bra: Irene, a Teimosa; prt: Doidos Milionários) é um filme estadunidense de 1936, do gênero comédia maluca, dirigida por Gregory La Cava, e estrelado por William Powell e Carole Lombard, que foram brevemente casados anos antes de aparecerem juntos no filme. O roteiro de Morrie Ryskind, com contribuições não-creditadas de La Cava, foi baseado no romance "1101 Park Avenue" (1935), de Eric Hatch. A produção foi produzida e distribuída pela Universal Pictures.
Em 1999, "My Man Godfrey" foi selecionado para preservação no National Film Registry, seleção filmográfica da Biblioteca do Congresso dos Estados Unidos, como sendo "culturalmente, historicamente ou esteticamente significativo". O filme foi refeito em 1957, com June Allyson e David Niven nos papéis principais.

## Sinopse
Na época da Grande Depressão, Irene Bullock (Carole Lombard), uma socialite excêntrica e mimada, contrata Godfrey "Smith" Parke, um mendigo, como mordomo de sua família. As coisas começam a complicar quando ela acaba se apaixonando por ele.

## Elenco

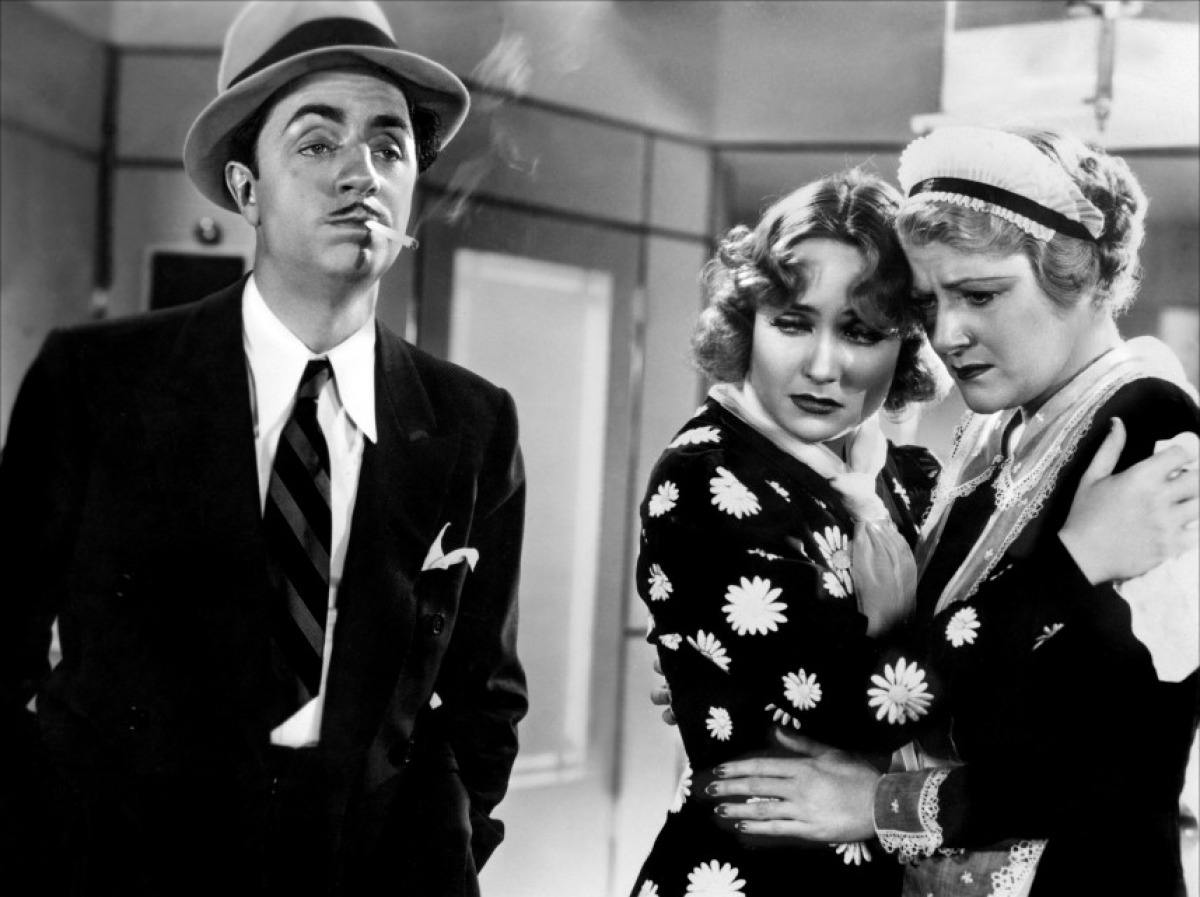
William Powell, Carole Lombard e Jean Dixon em cena do filme.

- William Powell como Godfrey "Smith" Parke
- Carole Lombard como Irene Bullock
- Alice Brady como Angelica Bullock
- Gail Patrick como Cornelia Bullock
- Jean Dixon como Molly
- Eugene Pallette como Alexander Bullock
- Alan Mowbray como Tommy Gray
- Mischa Auer como Carlo
- Pat Flaherty como Mike Flaherty
- Robert Light como Faithful George
- Fred Coby como Investigador
- Grady Sutton como Charlie Van Rumple (não-creditado)
- Franklin Pangborn como Juiz da caça ao tesouro (não-creditado)
- Bess Flowers como Sra. Merriweather (não-creditada)
- Grace Field como Socialite (não-creditada)
- Jane Wyman como Socialite (não-creditada)

## Produção
Charles Rogers, chefe da Universal, chamou-o de "um romance infalível para fazer rir". O estúdio comprou os direitos do filme e designou Hatch para escrever o roteiro ao lado de Morrie Ryskind, que recebeu o maior faturamento pelo roteiro. Rogers contratou Gregory La Cava para dirigir, "o melhor diretor de comédia de Hollywood".

### Escolha de elenco
Foi o primeiro grande filme da Universal depois que o estúdio foi assumido por uma nova administração interna que incluía o chefe de produção, Charles Rogers. No entanto, o estúdio não tinha nenhuma estrela de cinema já conhecida anteriormente sob contrato além de Buck Jones, Boris Karloff e Edward Everett Horton, e precisava pedir alguns emprestados para outros estúdios.
A escolha original do estúdio para interpretar Irene, o papel eventualmente interpretado por Carole Lombard, era Constance Bennett ou Miriam Hopkins, mas o diretor Gregory La Cava só concordaria em dirigir a produção com Bennett se a Universal pegasse William Powell emprestado da MGM para estrelar ao lado dela. Powell, por sua vez, só concordaria em assumir o papel se Carole Lombard interpretasse Irene. Powell e Lombard haviam se divorciado três anos antes.
A contratação temporária de Powell foi anunciada em janeiro de 1936. A Universal conseguiu Lombard emprestada da Paramount. Como parte do acordo, a Universal emprestou Margaret Sullavan à Paramount, para que ela se juntasse ao filme "I Loved a Soldier". O estilista de roupas de Lombard, Travis Banton, a acompanhou na produção do filme. Alice Brady se juntou ao elenco em março.

### Gravações
"My Man Godfrey" esteve em produção de 15 de abril a 27 de maio de 1936 e, em seguida, teve retomadas no início de junho daquele ano. O orçamento do filme foi de US$ 575.375; Powell recebeu US$ 87.500, e Lombard US$ 45.645. O filme foi um dos primeiros sob o novo regime de Charles Rogers na Universal, embora tenha sido desenvolvido por seu antecessor, Carl Laemmle Jr.
La Cava, ex-animador e freelancer durante a maior parte de sua carreira no cinema, desprezava os executivos do estúdio e era conhecido por ser um pouco excêntrico. Quando ele e Powell se desentenderam sobre como Godfrey deveria ser retratado, eles resolveram as coisas com uma garrafa de uísque. Na manhã seguinte, La Cava apareceu para dirigir as cenas com uma dor de cabeça, mas Powell não apareceu. Em vez disso, o ator enviou um telegrama dizendo: "PODEMOS TER ENCONTRADO GODFREY NOITE PASSADA, MAS PERDEMOS POWELL. ATÉ AMANHÃ."
Devido a considerações de seguro, um dublê substituto (Chick Collins) foi usado quando Godfrey carregou Irene por cima de seu ombro escada acima até o quarto dela.
Quando as tensões atingiam um ponto alto no set, Lombard inseria palavrões em seus diálogos, muitas vezes para a grande diversão do elenco. Isso fez as gravações um pouco difíceis, mas clipes dela xingando e bagunçando suas falas ainda podem ser vistos em bobinas que contêm os erros de gravação do filme.

## Lançamento e recepção
O filme teve uma grande estreia. "My Man Godfrey" estreou nos Estados Unidos em 17 de setembro de 1936. Foi um grande sucesso e gerou enormes lucros para o estúdio.
O filme foi uma das comédias mais aclamadas de 1936. Escrevendo para a revista The Spectator em 1936, Graham Greene deu ao filme uma revisão moderadamente positiva, caracterizando-o como "agudamente engraçada [em três quartos de seu caminho]". Elogiando particularmente a cena da festa da caça ao tesouro, Greene a considera "talvez a sequência mais espirituosa e barulhenta do ano". Considerando o final do filme, porém, ele diz que "a consciência social está um pouco confusa" e gostaria que o filme tivesse uma "saída mais digna".

## Prêmios e homenagens
| Ano  | Cerimônia | Categoria                | Indicado                   | Resultado |
| ---- | --------- | ------------------------ | -------------------------- | --------- |
| 1937 | Oscar     | Melhor diretor           | Gregory La Cava            | Indicado  |
| 1937 | Oscar     | Melhor ator              | William Powell             | Indicado  |
| 1937 | Oscar     | Melhor atriz             | Carole Lombard             | Indicado  |
| 1937 | Oscar     | Melhor ator coadjuvante  | Mischa Auer                | Indicado  |
| 1937 | Oscar     | Melhor atriz coadjuvante | Alice Brady                | Indicado  |
| 1937 | Oscar     | Melhor roteiro adaptado  | Eric Hatch, Morrie Ryskind | Indicado  |

"My Man Godfrey" foi o primeiro filme a ser indicado em todas as quatro principais categorias de atuação, no primeiro ano em que as categorias que premia atores coadjuvantes foram introduzidas. É também o único filme na história do Oscar a receber uma indicação em todas as quatro categorias de atuação e não ser indicado para Melhor Filme, e foi o único filme a ser indicado nessas seis categorias e não receber nenhum prêmio até "American Hustle" (2013).
Em 2000, o filme ficou em 44º lugar na lista do Instituto Americano de Cinema das 100 comédias mais engraçadas, e a Premiere o elegeu como uma das "50 maiores comédias de todos os tempos" em 2006. Rotten Tomatoes deu uma pontuação de 97% com base em 38 avaliações, tendo uma classificação média de 8,3/10, com o consenso afirmando: "Uma sátira de classe com uma classe própria, a comédia maluca My Man Godfrey é tão afiada quanto seu comentário social é mordaz". Está incluído na lista dos 1.000 melhores filmes já feitos do The New York Times.

## Domínio público
Acredita-se que o filme original caiu em domínio público devido a uma falha na renovação dos direitos autorais do filme após 28 anos de sua filmagem. No entanto, a obra subjacente, o livro "1101 Park Avenue" (1935) – renomeado "My Man Godfrey" com o lançamento do filme – teve seus direitos autorais renovados em 1963 e, portanto, ainda está protegido. De acordo com a Biblioteca Universitária de Stanford, e sob decisões de Stewart v. Abend, nos chamados trabalhos multicamadas, o detentor dos direitos do trabalho original pode reivindicar a propriedade do roteiro do filme, embora não os filmes, se o livro original ainda estiver protegido por direitos autorais. "Os filmes geralmente são baseados em livros … que podem conter direitos autorais. Se o trabalho preexistente estiver protegido, então, com ou sem razão, o filme derivado também estará protegido."

## Mídia doméstica
Em 2002, uma impressão restaurada foi disponibilizada em DVD pela The Criterion Collection, que apresentava uma nova capa ilustrada por Michael Koelsch. Em 2005, a 20th Century Fox Home Video lançou uma versão colorida.